# Netilmicin
Netilmicin je član aminoglikozidne familije antibiotika. Ti antibiotici imaju sposobnost ubijanja širokog opsega bakterijskih vrsta. Netilmicin se ne apsorbuje iz stomaka te se dozira putem инјекције ili infuzije. On se koristi jedino za tretman ozbiljnih infekcija, posebno onih koje su otporne na gentamicin.

## Literatura
- Hemsworth S, Nunn A, Selwood K, Osborne C, Jones A, Pizer B (2005). „Once-daily netilmicin for neutropenic pyrexia in paediatric oncology.”. Acta Paediatr. 94 (3): 268—74. PMID 16028643. doi:10.1080/08035250510025923.
- Klingenberg C, Småbrekke L, Lier T, Flaegstad T (2004). „Validation of a simplified netilmicin dosage regimen in infants.”. Scand J Infect Dis. 36 (6-7): 474—9. PMID 15307571. doi:10.1080/00365540410020613.
- Brooks J, Marlow N, Reeves B, Millar M (2004). „Use of once-daily netilmicin to treat infants with suspected sepsis in a neonatal intensive care unit.”. Biol Neonate. 86 (3): 170—5. PMID 15237240. doi:10.1159/000079423.

## Spoljašnje veze
|  | Molimo Vas, obratite pažnju na važno upozorenje u vezi sa temama iz oblasti medicine (zdravlja). |